# Poecilopsis hulli
Poecilopsis hulli är en fjärilsart som beskrevs av Harrison. Poecilopsis hulli ingår i släktet Poecilopsis och familjen mätare. Inga underarter finns listade i Catalogue of Life.